# Zoganj
Zoganj (en serbe cyrillique : Зогањ) est un village du sud-est du Monténégro, dans la municipalité d'Ulcinj.

## Démographie

### Évolution historique de la population
| 1948 | 1953 | 1961 | 1971 | 1981 | 1991 | 2003 |
| ---- | ---- | ---- | ---- | ---- | ---- | ---- |
| 313  | 321  | 440  | 527  | 554  | 523  | 425  |